# Pecos Bill (périodique)
Pour les articles homonymes, voir Pecos Bill (homonymie).
Pecos Bill est une revue de petit format de l'éditeur Jeunesse et Vacances qui a eu quinze numéros de décembre 1979 à octobre 1981. Ce fascicule reprend les toutes premières aventures de la série italienne de bande dessinée de western Pecos Bill déjà parues en France à la SAGE de 1950 à 1957, en conservant les couvertures de l'époque, mais avec un contenu en noir et blanc.

## Insolites
- Un doute subsiste sur l'existence du N°15..

## Les séries
- Le Masque de Velours
- Le Velours Noir
- Orlando le Prince des Ténèbres (Beaumont)
- Pecos Bill (Guido Martina & Raffaele Paparella ou Dino Battaglia, Leone Cimpellin etc.)

## Divers
Pecos Bill est également paru en 1988 sous la forme d'un CD (Rabbit Ears Prod.), conte pour enfants lu par Robin Williams sur une musique de Ry Cooder.